# Racing Point RP20
Racing Point RP20 byl závodní vůz Formule 1 navržený a vyvinutý týmem Racing Point F1, aby mohl závodit v sezóně 2020. Byl to druhý vůz postavený týmem a zároveň byl posledním vozem týmu, který byl představen pod názvem Racing Point, protože tým se pro následující sezónu 2021 přejmenoval na Aston Martin. Vůz RP20 řídili Sergio Pérez, Lance Stroll a Nico Hülkenberg.
Vůz měl mít debut při Grand Prix Austrálie 2020, ale nakonec byl odložen, protože většina závodů původně plánovaných na sezónu 2020 byla v reakci na pandemii COVID-19 zrušena nebo odložena.
Vůz RP20 nakonec debutoval při Grand Prix Rakouska 2020. Stroll získal první a jedinou pole position týmu pod názvem Racing Point při Grand Prix Turecka 2020, zatímco Pérez si zajistil své první vítězství v závodě a první a jediné vítězství týmu pod názvem Racing Point při Grand Prix Sachíru 2020. Vůz čelil kritice a byl vyšetřován kvůli své podobnosti s vítězným vozem Mercedesem W10, se kterým Mercedes závodil v sezóně 2019.

## Pozadí
Vůz prošel nárazovým testem v lednu 2020, který byl proveden v Cranfield Impact Center v Bedfordshire v Anglii a umožnil jeho homologaci u FIA. Šéf týmu Racing Point Otmar Szafnauer popsal vůz jako evoluci svého předchůdce, a to kvůli malým změnám v předpisech pro sezónu 2020 a také kvůli tomu, že tým začal pracovat na voze při letní přestávce v červenci 2019.

## Podobnost s Mercedesem W10

### Předsezónní kritika

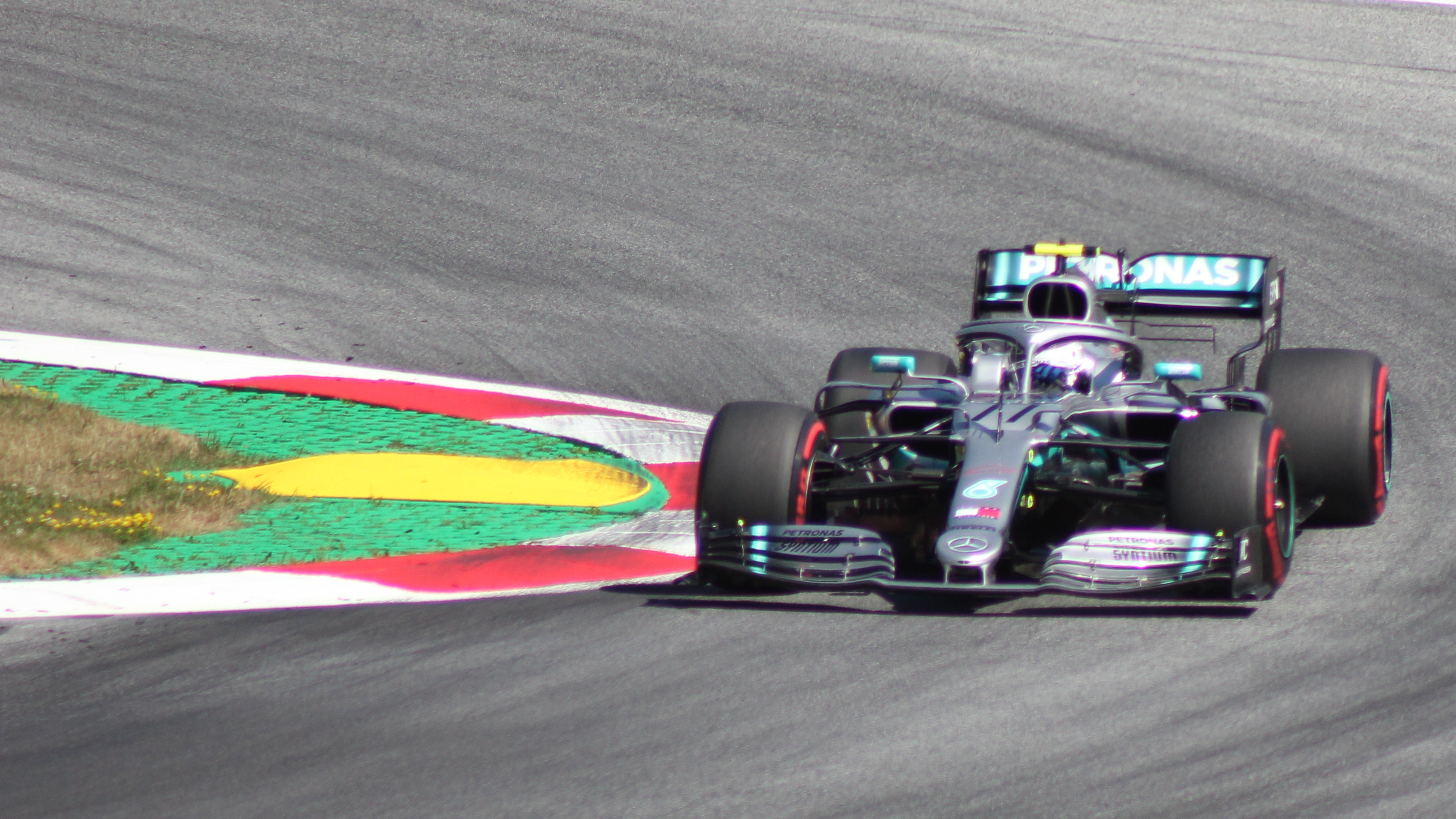
Vůz Mercedesem AMG F1 W10 EQ Power+ používaný Mercedesem v sezóně.

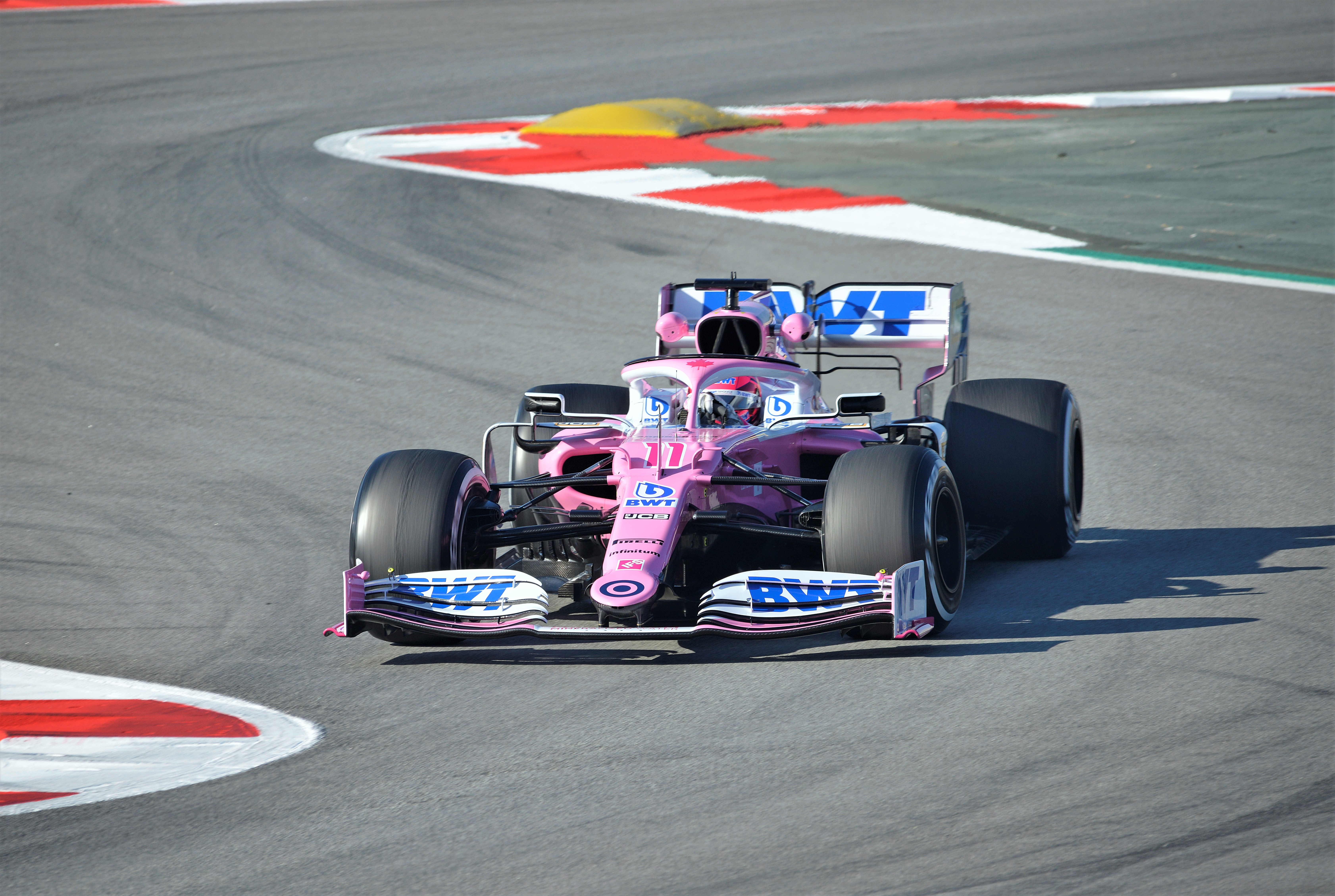
Vůz Racing Point RP20 používaný Racing Pointem v sezóně.

Během předsezónního testování 2020 dostal vůz přezdívku „ Růžový Mercedes “ a tým „ Tracing Point “ kvůli zjevné podobnosti vozu RP20 s vítězným Mercedesem AMG F1 W10 EQ Power+ používaným Mercedesem v sezóně 2019. Technický ředitel Racing Pointu Andrew Green uvedl, že vůz „sdílí určité podobnosti v některých oblastech“, ale popřel, že by mezi týmy došlo k přenosu designů. Design vyvolal kontroverzi mezi ostatními týmy, přičemž generální ředitel McLarenu Zak Brown hovořil o voze RP20 jako o „tom, co se zdá být loňským Mercedesem“ před zahájením sezóny v Rakousku.

### Protesty
Po Grand Prix Štýrska podal Renault formální protest proti legálnosti vozu RP20 s tím, že jeho brzdové kanály (část, kterou si týmy musí navrhnout sami) mohou být příliš podobné Mercedesu W10. Brzdové potrubí RP20 bylo zabaveno a komisaři požádali Mercedes, aby poskytl brzdové potrubí z vozu W10 pro srovnání. Renault také podal identický protest proti výsledkům Grand Prix Maďarska ohledně legálnosti vozu RP20. Stejný protest zopakoval Renault v Silverstone po Grand Prix Velké Británie. Ferrari požádalo FIA o vysvětlení ze stejných důvodů, kvůli kterým podal Renault protest. FIA vyhověla protestům Renaultu a udělila Racing Pointu pokutu 400 000 Euro a odečetla 15 bodů z poháru konstruktérů. FIA konstatovala, že vůz sice vyhovuje technickým předpisům, ale proces konstrukce zadních brzdových svodů představuje porušení sportovních předpisů. Protože Racing Point vycházel při návrhu dílu z výkresů dodaných Mercedesem, FIA považovala za konstruktéry zadních brzdových svodů Mercedes, nikoli Racing Point. Proces navrhování předních brzdových potrubí byl však považován za legální, protože tým použil podobný design i v sezóně 2019, kdy týmy nemusely navrhovat brzdové potrubí samy. Patnáctibodový odpočet byl nakonec zásadní v boji týmu o třetí místo v poháru konstruktérů. Přestože Racing Point získal třetí nejvyšší počet bodů, bodový odpočet je sesadil na čtvrté místo za McLaren.

## Shrnutí sezóny
Tři dny před Grand Prix Velké Británie byl Pérez pozitivně testován na COVID-19 . Kvůli tomu se nemohl zúčastnit jak Grand Prix Velké Británie, tak Grand Prix 70. výročí. Jako náhradní jezdec pro oba závody posloužil Nico Hülkenberg.
Při Grand Prix Itálie skončil Stroll třetí a získal historicky první pódium týmu. Při Grand Prix Eifelu se Lance Stroll nemohl zúčastnit kvalifikace a závodu kvůli pozitivnímu testu na koronavirus. Jako náhradník pro tento závod opět posloužil Hülkenberg a po startu z 20. místa skončil osmý.
Při Grand Prix Turecka dosáhl Stroll historicky první pole position týmu a jeho týmový kolega Pérez se kvalifikoval jako třetí. Na začátku závodu Stroll vedl, ale nakonec se propadl na deváté místo, zatímco Pérez dosáhl druhého místa a tým získal druhé pódium. Pérez byl blízko ke třetímu umístění na stupních vítězů týmu při Grand Prix Bahrajnu, ale porucha motoru v 54. kole ho přinutila ze závodu odstoupit. Dříve v závodě se Strollův vůz převrátil vzhůru nohama kvůli kolizi s Daniilem Kvjatem, což znamenalo, že Bahrajn byl prvním závodem, ve kterém oba vozy nezískaly v sezóně 2020 ani bod. Při Grand Prix Sachíru získal Pérez své i týmové první vítězství, zatímco Stroll také skončil na stupních vítězů, když dojel na 3. místě. Bylo to poprvé, kdy jakákoli forma týmu vyhrála závod od doby, kdy Jordan vyhrál Grand Prix Brazílie 2003. A celkově to bylo páté vítězství v Grand Prix pro jakoukoli formu týmu.

## Kompletní výsledky ve Formuli 1
| Legenda k tabulce | Legenda k tabulce                                                                       |
| Barva             | Výsledek                                                                                |
| ----------------- | --------------------------------------------------------------------------------------- |
| Zlatá             | Vítěz                                                                                   |
| Stříbrná          | 2. místo                                                                                |
| Bronzová          | 3. místo                                                                                |
| Zelená            | Bodované umístění                                                                       |
| Modrá             | Nebodované umístění                                                                     |
| Modrá             | Dokončil neklasifikován (NC)                                                            |
| Fialová           | Odstoupil (Ret)                                                                         |
| Červená           | Nekvalifikoval se (DNQ)                                                                 |
| Červená           | Nepředkvalifikoval se (DNPQ)                                                            |
| Černá             | Diskvalifikován (DSQ)                                                                   |
| Bílá              | Nestartoval (DNS)                                                                       |
| Bílá              | Závod zrušen (C)                                                                        |
| Světle modrá      | Pouze trénoval (PO)                                                                     |
| Světle modrá      | Páteční testovací jezdec (TD)                                                           |
| Bez barvy         | Netrénoval (DNP)                                                                        |
| Bez barvy         | Vyřazen (EX)                                                                            |
| Bez barvy         | Nepřijel (DNA)                                                                          |
| Bez barvy         | Odvolal účast (WD)                                                                      |
| Bez barvy         | Nezúčastnil se (prázdné)                                                                |
| Označení          | Význam                                                                                  |
| Tučnost           | Pole position                                                                           |
| Kurzíva           | Nejrychlejší kolo                                                                       |
| †                 | Jezdec nedojel do cíle, ale byl klasifikován, protože odjel více než 90 % délky závodu. |
| ‡                 | Byl udělován poloviční počet bodů, protože bylo odjeto méně než 75 % délky závodu.      |
| Horní index       | Umístění bodujících jezdců ve sprintu                                                   |

| Rok  | Tým                      | Motor        | Pneumatiky | Jezdci          | 1   | 2   | 3   | 4   | 5   | 6   | 7   | 8   | 9   | 10  | 11  | 12  | 13  | 14  | 15  | 16  | 17  | Body | Umístění |
| ---- | ------------------------ | ------------ | ---------- | --------------- | --- | --- | --- | --- | --- | --- | --- | --- | --- | --- | --- | --- | --- | --- | --- | --- | --- | ---- | -------- |
| 2020 | BWT Racing Point F1 Team | BWT Mercedes | P          |                 | AUT | STY | HUN | GBR | 70A | ESP | BEL | ITA | TUS | RUS | EIF | POR | EMI | TUR | BHR | SKH | ABU | 195  | 4. místo |
| 2020 | BWT Racing Point F1 Team | BWT Mercedes | P          | Sergio Pérez    | 6   | 6   | 7   | WD  |     | 5   | 10  | 10  | 5   | 4   | 4   | 7   | 6   | 2   | 18† | 1   | Ret | 195  | 4. místo |
| 2020 | BWT Racing Point F1 Team | BWT Mercedes | P          | Lance Stroll    | Ret | 7   | 4   | 9   | 6   | 4   | 9   | 3   | Ret | Ret | WD  | Ret | 13  | 9   | Ret | 3   | 10  | 195  | 4. místo |
| 2020 | BWT Racing Point F1 Team | BWT Mercedes | P          | Nico Hülkenberg |     |     |     | DNS | 7   |     |     |     |     |     | 8   |     |     |     |     |     |     | 195  | 4. místo |